# Иоанн (Станоевич)

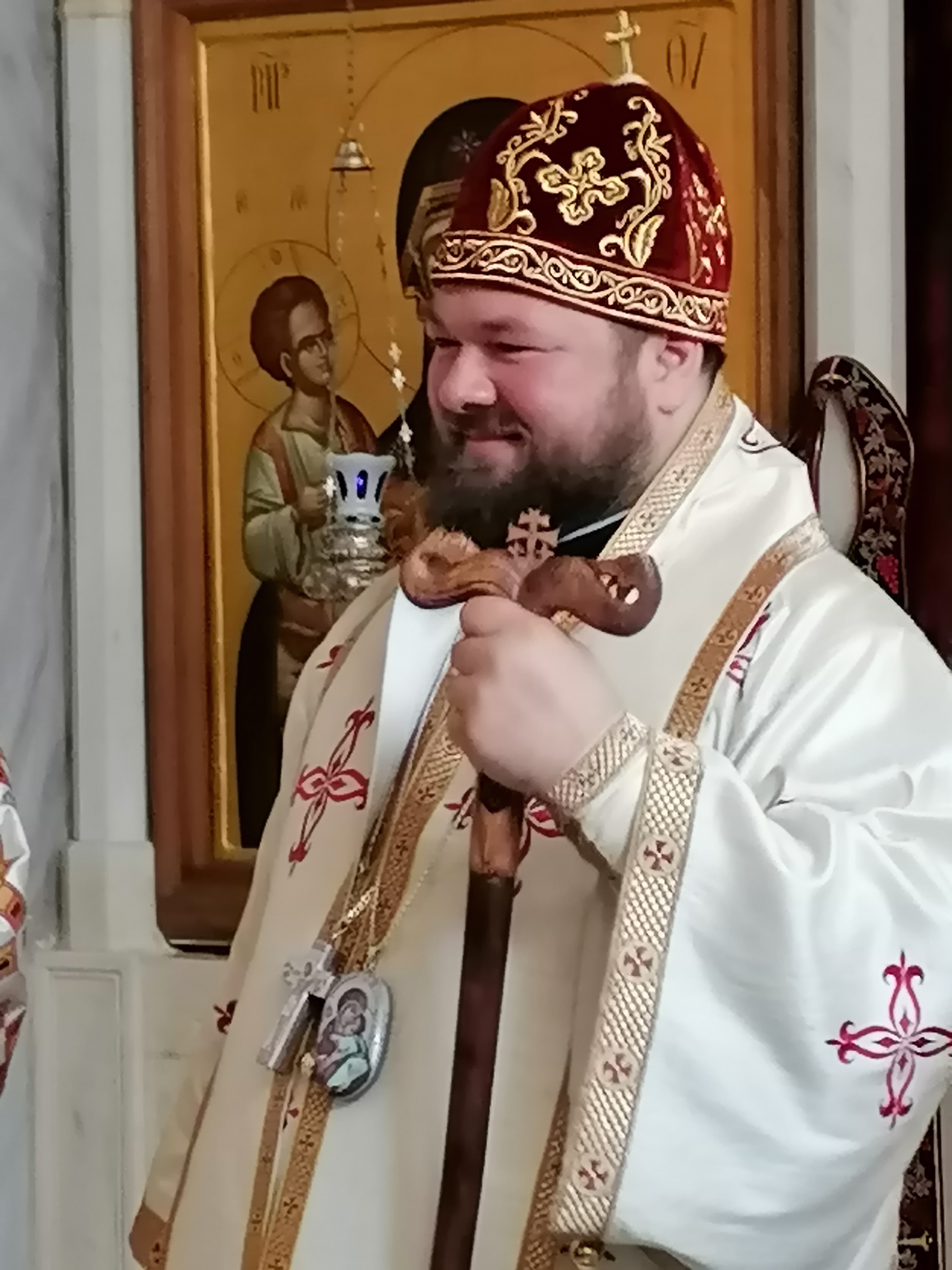

Епископ Иоанн (серб. Епископ Јован, в миру Радослав Станоевич, серб. Радослав Станојевић; род. 28 июня 1979, Вуковар) — епископ Сербской православной церкви, епископ Хумский, викарий Дюссельдорфской и всей Германии епархии.

## Биография
Родился 28 июня 1979 года в Вуковаре. Был третьим ребенком в семье Душана и матери Бои, урождённой Милованович. Он окончил начальную школу в 1994 году в Борово, а среднюю — в 1997 года в Вуковаре. В 1998 году, с благословения Епископа Осечко-Польского и Баранского Лукиана (Владулова), он поступил в Семинарию святого Арсения Сремаца в Сремских Карловцах. 16 сентября 2000 года епископ Лукиан постриг его в монашество по чину малой схимы, а 17 сентября 2000 года тем же епископом  рукоположен в сан иеродиакона.
В 2004 году окончил духовную академию в Сремских Карловцах. По благословению епископа Лукиана иеродиакон Иоанн изучал богословие с 2004 по 2009 год на православном богословском факультете Белградского университета. После завершения учебы в бакалавриате, с благословения епископа Лукиана, иеродиакон Иоанн с осени 2009 года по весну 2011 года оставался на греческом православном богословском факультете Святого Креста в Бостоне, США, где он завершил обучение в магистратуре. С мая по июль 2011 года он посещал курсы немецкого языка в Институте восточных церквей в Регенсбурге, Германия. С октября 2011 года по июнь 2012 года обучался на курсах новогреческого языка в Салониках, Греция.
В июне 2012 года он поступил в докторантуру на православном богословском факультете Белградского университета. С июня по сентябрь 2012 года он посещал курсы немецкого языка в Институте Гёте в Швебиш-Халле в Германии, а затем с октября по март следующего года он оставался в Белграде и начал исследования в рамках своей докторской диссертации. В соответствии с рекомендацией профессора Предрага Драгутиновича иеродиакон Иоанн едет в качестве приглашенного студента в Институт текстологических исследований Нового Завета в Мюнстере, Германия, где он останавливался с некоторыми перерывами до августа 2016 года.
В мае 2014 года, на Пасху, в соборном храме святого великомученика Димитрия у Дале епископ Лукиан рукоположил его в сан иеромонаха и наградил саном протосинкелла.
С 2018 года по благословению епископа Дюссельдорфского и Германского Григория является священнослужителем Дюссельдорфской и Германской епархии, где совершал богослужения и проповедовал. Владеет на английским, немецким и греческим языками. После окончания бакалавриата он продолжил своё обучение в греческом православном богословском колледже Честного креста в Бостоне, а также в университетах Мюнстера, Бирмингема и Вупперталя, где он также получил докторскую степень в 2019 году.
29 мая 2021 года Архиерейский собор Сербской православной церкви избрал архимандрита Иоанна титулярным епископом Хумским, викарием Дюссельдорфской епархии.
10 октября 2021 года в соборном храме святого Саввы в Белграде состоялась его епископская хиротония, которую совершили: Патриарх Сербский Порфирий, митрополит Черногорско-Приморский Иоанникий (Мичович), епископ Будимский Лукиан (Пантелич), епископ Бачский Ириней (Булович), епископ Враньский Пахомий (Гачич), епископ Браничевский Игнатий (Мидич), епископ Зворницко-Тузланский Фотий (Сладоевич), епископ Милешевский Афанасий (Ракита), епископ Дюссельдорфский и Германский Григорий (Дурич), епископ Положско-Куманский Иоаким (Йовческий), епископ Рашско-Призренский Феодосий (Шибалич), епископ Горнокарловацкий Герасим (Попович), епископ Крушевацкий Давид (Перович), епископ Далматинский Никодим (Косович), епископ Осечкопольский и Бараньский Херувим (Джерманович), епископ Валевский Исихий (Рогич), епископ Будимлянско-Никшичский Мефодий (Остоич), епископ Захумско-Герцеговинский Димитрий (Радженович), епископ Ремезианский Стефан (Шарич), епископ Топлицкий Иерофей (Петрович), епископ Хвостанский Иустин (Еремич), епископ Мохачский Дамаскин (Грабеж) и епископ Марчанский Савва (Бундало).